# 耶律吼
耶律吼（911年—949年），字曷鲁，辽国将领，六院部夷离堇耶律蒲古只后裔。
耶律吼性格实直，乐善好施，被辽太宗信任。会同六年（943年），为南院大王。行政手法清廉簡素，人们不敢以耶律吼年少而轻視他。后晋石重贵对契丹上表时称孙不称臣，辞多不尊，他力主讨晋。会同七年（944年）以後，太宗親征後晋，耶律吼率六院部兵跟从。大同元年（947年）正月，太宗直下晋都汴京（今河南开封），诸将都夺取后晋内帑珍异宝物，他独取马铠，得到了太宗赞赏。四月，太宗死于班师北撤途中欒城，无遗诏。契丹軍中忧惧不安。耶律吼和北院大王耶律洼商议：「天子之位一日不可旷空，禀告皇太后，他一定立耶律李胡。耶律李胡暴戻残忍，百姓不服。不如立永康王耶律阮」。耶律洼同意。直宿卫耶律安摶也表示赞同，于是拥立在军中的永康王为帝，是为辽世宗。耶律吼以功加采访使，赐与珍宝。耶律吼推辞珍宝，求免从弟耶律琭诸子之罪。辽世宗赐宫户五十，当时名流作《七贤传》，耶律吼为七贤之一。天禄三年（949年）去世。享年三十九岁。其子耶律何魯不。

## 延伸阅读
[在维基数据编辑]
 《遼史·卷77》，出自脱脱《遼史》